# ایموجی پو

ایموجی پو در اندروید ۷

ایموجی پو در توئیتر، دیسکورد، روبلاکس، نینتندو سوئیچ و…

ایموجی پو الگو:به انگلیس یا ایموجی مدفوع (💩) که به‌طور غیررسمی به نام‌های «poomoji» «poop emoji» یا «poo emoji» شناخته می‌شود، یک ایموجی مدفوع است که معمولاً با چشم‌های کارتونی و یک لبخند دوستانه بزرگ تزئین می‌شود. این ایموجی می‌تواند برای نشان دادن ناامیدی یا نظر خیلی منفی مورد استفاده قرار گیرد، اما معنای واقعی خود (یعنی مدفوع بودن) را حفظ می‌کند.
این ایموجی در بلوک Unicode Symbols و Pictographs به این اسم است:U+1F4A9 💩 pile of poo (اچ‌تی‌ام‌ال: &#128169;).

## تاریخچه
ایموجی پو برای نخستین بار در مجموعه ۹۰ شکلک در سال ۱۹۹۷ برای گوشی‌های J-Phone منتشر شد. بخاطر هزینه بالا دستگاه، کمتر توجه عموم را جلب کرد. J-Phone به اسم Vodafone Japan تبدیل شد و اکنون به عنوان گروه سافت‌بنک شناخته می‌شود.
در سال ۱۹۹۸ یا ۱۹۹۹، هر یک از اپراتورهای تلفن همراه ژاپنی ان‌تی‌تی دوکومو، au by KDDI و گروه سافت‌بنک، انواع شکلک‌های خاص خود را با استفاده از مشخصات اختصاصی تعریف کردند. اولین مجموعه ایموجی محبوب توسط Shigetaka Kurita کارمند ان‌تی‌تی دوکومو برای خدمات شرکت i-mode ایجاد شد. در مقایسه با طرح سافت‌بنک، طرح au by KDDI شامل انبوهی از مدفوع بدون بدون لبخند صورت بود.

ایموجی پو در اندروید ۴٫۴

در سال ۲۰۰۷، گوگل، به دنبال گسترش حضور در ژاپن و آسیا، با شرکت au در ساخت ایموجی برای جی‌میل در پروژه ای به اسم رمز «Mojo» شروع به همکاری کرد. طرح جی‌میل فاقد چهره بود و مگس‌های متحرک در بالای مدفوع قرار داشتند. هنگام تصمیم‌گیری برای اینکه کدام ایموجی قرار گیرد، Takeshi Kishimoto، مدیر محصولات ژاپنی گوگل، مستقیماً به سراغ مدیر جی‌میل رفت و او را متقاعد کرد که انبوه ایموجی پو «مفیدترین» ایموجی است. گوگل از کاربران آمار گرفت و بعد از تجزیه و تحلیل مشخص شد که ایموجی پو، محبوب‌ترین ایموجی در میان کاربران ژاپنی است. گوگل از طرح‌های شکلک‌های موجود و همچنین شخصیت Poop-Boy از مانگای دکتر اسلمپ نوشته آکیرا توریاما الهام گرفت.
گوگل اولین بار در اکتبر ۲۰۰۸ از شکلک مدفوع در جی‌میل پشتیبانی کرد،  و اپل نخستین بار در ۲۱ نوامبر ۲۰۰۸ ایموجی پو را به آی‌اواس اضافه کرد. در ابتدا، پشتیبانی ایموجی اپل فقط برای دارندگان سیم کارت SoftBank اجرا شد.
در سال ۲۰۱۰ ایموجی پو در یونی‌کد نسخه ۶٫۰ به یونی‌کد اضافه شد و در ۲۰۱۵ به اسناد رسمی ایموجی‌های یونی‌کد.
در سال ۲۰۱۷، یک ایموجی «مدفوع اخمو» برای ورود به بازار در یونی‌کد در لیست کوتاه قرار گرفت. پس از بازخورد منفی کارشناسان از جمله مایکل اورسون و اندرو وست در مورد این شخصیت، مدفوع اخمو از فهرست نامزدهای ایموجی حذف شد.

## محبوبیت
سامانتا سلینجر-موریس از ای‌بی‌سی نیوز استرالیا در مقاله خود در سال ۲۰۱۶ اظهار داشت که ایموجی مدفوع خندان بخاطر «جذابیت غیرقابل توصیف» و «توانایی عبور از موانع زبان و اختلافات سیاسی» «یکی از محبوب‌ترین شکلک‌های موجود است».

## اقتباس‌ها
شخصیت ایموجی مدفوع در فیلم شکلک با صداپیشگی پاتریک استوارت ظاهر شده‌است.